# Пожарский сельсовет (Нижегородская область)
Пожарский сельсовет — муниципальное образование в Сергачском районе Нижегородской области. Имеет статус сельского поселения. Административный центр и единственный населенный пункт — село Пожарки.

## История
Создан после Октябрьской революции из бывшего Пожарского сельского общества Пожарской волости Сергачского уезда. К середине 1920-х годов Пожарская волость была ликвидирована, и сельсовет вошел в состав Сергачской волости того же уезда. 
В июле 1929 года вошел в состав Сергачского района Арзамасского округа.
В июне 1954 года Пожарский сельсовет был упразднен, а село Пожарки передано в состав Сергачского сельсовета.
22 апреля 1968 года Пожарский сельсовет был восстановлен.
Современные статус и границы сельского поселения Пожарский сельсовет установлены Законом Нижегородской области от 15 июня 2004 года № 60-З «О наделении муниципальных образований - городов, рабочих посёлков и сельсоветов Нижегородской области статусом городского, сельского поселения».

## Население
| 2002 | 2010 | 2012 | 2013 | 2014 | 2015 | 2016 |
| ---- | ---- | ---- | ---- | ---- | ---- | ---- |
| 940  | ↘905 | ↘880 | ↘869 | ↘849 | ↘827 | ↘809 |
| 2017 | 2018 | 2019 | 2020 | 2021 |      |      |
| ↘798 | ↘796 | ↘786 | ↘759 | ↗843 |      |      |

## Состав сельского поселения
| № | Населённый пункт | Тип населённого пункта       | Население |
| - | ---------------- | ---------------------------- | --------- |
| 1 | Пожарки          | село, административный центр | ↗843      |